# ISSF 세계 사격 선수권 대회
ISSF 세계사격선수권대회(ISSF World Shooting Championship)는 매회 하계 올림픽의 개최 사이에 4년 간격으로 개최되는 국제 사격대회로서, 국제사격연맹이 주관한다.
1896년 아테네 올림픽에서의 사격 종목의 성공에 영향받아 1897년에 최초의 세계선수권대회가 개최되었다. 당시는 아직 국제사격연맹이 창설되기는 전이었지만, 1897년의 대회를 제1회로 하여 2006년도의 제49회 세계사격선수권대회까지 개최된 상태이다. 1915년에서 1920년 사이에는 제1차 세계대전으로 인해 대회 개최가 잠시 중단되었으며, 1940년에서 1946년 사이에는 제2차 세계 대전으로 인해 대회 개최가 중단된 적이 있다.
ISSF 세계사격선수권대회가 4년 간격으로 개최되게 된 것은 1950년부터이다.
클레이종목의 경우에는 올림픽과 세계선수권대회 사이에 권총, 소총, 러닝타겟의 라이플 종목과는 별도의 또다른 선수권대회가 열리지만, 이것은 세계선수권대회의 회수로 계산되지는 않는다.
이 대회에서는 올림픽 정식 종목에 한정하지 않고 국제사격연맹이 주관하는 모든 종목의 경기가 열리며, 개인전 뿐만 아니라 단체전 경기까지도 진행된다.

## 역대 개최지
| 횟수 | 연도 | 개최국                                                            | 개최지                   | 우승국                                                            |
| ---- | ---- | ----------------------------------------------------------------- | ------------------------ | ----------------------------------------------------------------- |
| 1    | 1897 | 프랑스                                                            | 리옹                     | 스위스                                                            |
| 2    | 1898 | [[파일:{{{국기그림-1861}}}\|22x20px\|border \|이탈리아]] 이탈리아 | 토리노                   | 프랑스                                                            |
| 3    | 1899 | 네덜란드                                                          | 루스두이넨               | 스위스                                                            |
| 4    | 1900 | 프랑스                                                            | 파리                     | 스위스                                                            |
| 5    | 1901 | 스위스                                                            | 루체른                   | 스위스                                                            |
| 6    | 1902 | [[파일:{{{국기그림-1861}}}\|22x20px\|border \|이탈리아]] 이탈리아 | 로마                     | 스위스                                                            |
| 7    | 1903 | 아르헨티나                                                        | 부에노스아이레스         | 스위스                                                            |
| 8    | 1904 | 프랑스                                                            | 리옹                     | 스위스                                                            |
| 9    | 1905 | 벨기에                                                            | 브뤼셀                   | 벨기에                                                            |
| 10   | 1906 | [[파일:{{{국기그림-1861}}}\|22x20px\|border \|이탈리아]] 이탈리아 | 밀라노                   | 프랑스                                                            |
| 11   | 1907 | 스위스                                                            | 취리히                   | 스위스                                                            |
| 12   | 1908 | 오스트리아                                                        | 비엔나                   | [[파일:{{{국기그림-1861}}}\|22x20px\|border \|이탈리아]] 이탈리아 |
| 13   | 1909 | 독일                                                              | 함부르크                 | 스위스                                                            |
| 14   | 1910 | 네덜란드                                                          | 루스두이넨               | 스위스                                                            |
| 15   | 1911 | [[파일:{{{국기그림-1861}}}\|22x20px\|border \|이탈리아]] 이탈리아 | 로마                     | 스위스                                                            |
| 16   | 1912 | 프랑스                                                            | 바욘 · 비아리츠          | 스위스                                                            |
| 17   | 1913 | 미국                                                              | 캠프 페리                | 스위스                                                            |
| 18   | 1914 | 덴마크                                                            | 비보르                   | 프랑스                                                            |
| 19   | 1921 | 프랑스                                                            | 리옹                     | 미국                                                              |
| 20   | 1922 | [[파일:{{{국기그림-1861}}}\|22x20px\|border \|이탈리아]] 이탈리아 | 밀라노                   | 스위스                                                            |
| 21   | 1923 | 미국                                                              | 캠프 페리                | 미국                                                              |
| 22   | 1924 | 프랑스                                                            | 랭스                     | 미국                                                              |
| 23   | 1925 | 스위스                                                            | 장크트갈렌               | 스위스                                                            |
| 24   | 1927 | [[파일:{{{국기그림-1861}}}\|22x20px\|border \|이탈리아]] 이탈리아 | 로마                     | 스위스                                                            |
| 25   | 1928 | 네덜란드                                                          | 루스두이넨               | 스위스                                                            |
| 26   | 1929 | 스웨덴                                                            | 스톡홀름                 | 스위스                                                            |
| 27   | 1930 | 벨기에                                                            | 앤트워프                 | 미국                                                              |
| 27   | 1930 | [[파일:{{{국기그림-1861}}}\|22x20px\|border \|이탈리아]] 이탈리아 | 로마                     | 미국                                                              |
| 28   | 1931 | 폴란드                                                            | 리비우                   | 스위스                                                            |
| 29   | 1933 | 스페인                                                            | 그라나다                 | 스웨덴                                                            |
| 29   | 1933 | 오스트리아                                                        | 비엔나                   | 스웨덴                                                            |
| 30   | 1935 | [[파일:{{{국기그림-1861}}}\|22x20px\|border \|이탈리아]] 이탈리아 | 로마                     | 핀란드                                                            |
| 30   | 1935 | 벨기에                                                            | 브뤼셀                   | 핀란드                                                            |
| 31   | 1937 | 핀란드                                                            | 헬싱키                   | 핀란드                                                            |
| 32   | 1939 | 스위스                                                            | 루체른                   | 독일                                                              |
| 32   | 1939 | 독일                                                              | 베를린                   | 독일                                                              |
| 33   | 1947 | 스웨덴                                                            | 스톡홀름                 | 스웨덴                                                            |
| 34   | 1949 | 아르헨티나                                                        | 부에노스아이레스         | 핀란드                                                            |
| 35   | 1952 | 노르웨이                                                          | 오슬로                   | 미국                                                              |
| 36   | 1954 | 베네수엘라                                                        | 카라카스                 | 소련                                                              |
| 37   | 1958 | 소련                                                              | 모스크바                 | 소련                                                              |
| 38   | 1962 | 이집트                                                            | 카이로                   | 소련                                                              |
| 39   | 1966 | 서독                                                              | 비스바덴                 | 미국                                                              |
| 40   | 1970 | 미국                                                              | 피닉스                   | 소련                                                              |
| 41   | 1974 | 스위스                                                            | 베른 · 툰                | 소련                                                              |
| 42   | 1978 | 대한민국                                                          | 서울                     | 미국                                                              |
| 43   | 1982 | 베네수엘라                                                        | 카라카스                 | 소련                                                              |
| 44   | 1986 | 동독                                                              | 줄                       | 소련                                                              |
| 44   | 1986 | 스웨덴                                                            | 스쾨브데                 | 소련                                                              |
| 45   | 1990 | 소련                                                              | 모스크바                 | 소련                                                              |
| 46   | 1994 | 이탈리아                                                          | 밀라노 · 톨메조 · 파냐노 | 미국                                                              |
| 47   | 1998 | 스페인                                                            | 바르셀로나 · 사라고사    | 중국                                                              |
| 48   | 2002 | 핀란드                                                            | 라흐티                   | 러시아                                                            |
| 49   | 2006 | 크로아티아                                                        | 자그레브                 | 중국                                                              |
| 50   | 2010 | 독일                                                              | 뮌헨                     | 중국                                                              |
| 51   | 2014 | 스페인                                                            | 그라나다                 | 중국                                                              |
| 52   | 2018 | 대한민국                                                          | 창원                     | 중국                                                              |

## 같이 보기
- 올림픽 사격
- ISSF 월드컵
- 아시아 사격 선수권 대회